# 奧氏副絨皮鮋
奧氏副絨皮鮋為輻鰭魚綱鮋形目鮋亞目絨皮鮋科的其中一種，為熱帶海水魚，分布於西太平洋印尼及菲律賓海域，棲息深度10-30公尺，體長可達5公分，棲息在砂石底質底層水域，生活習性不明。

## 扩展阅读
維基物種上的相關：奧氏副絨皮鮋